# Кимон Георгиев (революционер)
 Тази статия е за дееца на ВМОРО.  За българския политик вижте Кимон Георгиев.  
Кимон (Кимо) Георгиев е български революционер, поройски и солунски войвода на Вътрешната македоно-одринска революционна организация.

## Биография
Роден е в лъгадинското село Негован (днес Ксилополи, Гърция). Влиза във ВМОРО като терорист. В 1904 година става четник при Христо Чернопеев, а от следната 1905 година е войвода на самостоятелна чета, действаща в Поройско и Солунско. Негов четник е Антон Костадинов.
| Чета на Кимон Георгиев, 1907 година | Чета на Кимон Георгиев, 1907 година | Чета на Кимон Георгиев, 1907 година | Чета на Кимон Георгиев, 1907 година | Чета на Кимон Георгиев, 1907 година |
| Номер                               | Име                                 | Селище                              | Околия                              | Забележка                           |
| ----------------------------------- | ----------------------------------- | ----------------------------------- | ----------------------------------- | ----------------------------------- |
| 1.                                  | Кимо Георгиев                       | Богородица                          |                                     |                                     |
| 2.                                  | Гоце Петров                         | Междарек                            | Кукушка                             |                                     |
| 3.                                  | Георги Христов                      | Ватилък                             | Солунска                            |                                     |
| 4.                                  | Гоце Тодорачки                      | Тодорак                             | Кукушка                             |                                     |
| 5.                                  | Георги Иванов                       | Корнишор                            | Ениджевардарска                     |                                     |
| 6.                                  | Дино Стоянков                       | Владая                              | Дойранска                           |                                     |
| 7.                                  | Тръпчо Григоров                     | Воден                               |                                     |                                     |
| 8.                                  | Жеко Неделчов                       | Одрин                               |                                     |                                     |
| 9.                                  | Анго Мицов                          | Аджиларе                            | Кукушка                             |                                     |
| 10.                                 | Иван Андонов                        | Цървор                              | Берска                              |                                     |
| 11.                                 | Кольо Трайков                       | Кукуш                               |                                     | [ 7 ]                               |

Кимон Георгиев загива в сражение с турски войски в 1907 година заедно с цялата си чета.